# Tolland (Connecticut)
Tolland – miasto w Stanach Zjednoczonych, w stanie Connecticut, w hrabstwie Tolland.